# شهرستان بازارنو-کارابولاکسکی
شهرستان بازارنو-کارابولاکسکی (به لاتین: Bazarno-Karabulaksky District) یک شهرستان در روسیه است که در استان ساراتوف واقع شده‌است.